# Джибриль, Ахмад
Ахмад Джибриль (араб. أحمد جبريل‎, апрель 1937, Язур — 7 июля 2021, Дамаск, Сирия) — палестинский радикальный политический деятель, лидер Народного фронта освобождения Палестины — Генеральное командование c момента его основания в 1968 году и до своей смерти, один из сооснователей НФОП.
Числился в «чёрном списке» наиболее опасных террористов, разыскиваемых спецслужбами Израиля.

## Биография
Родился в апреле 1937 года в городе Язур, в 1948 году вместе с родителями бежал в Сирию. Окончил сирийское военное училище. В 1959 году демобилизовался (по другим данным, был изгнан из армии за коммунистическую деятельность) в звании капитана.
В 1961 году основал военизированную группировку «Палестинский освободительный фронт».
С 1965 года тесно сотрудничал с движением ФАТХ, возглавляемым Ясиром Арафатом, однако после 1967 года перешёл в оппозицию к Арафату (оставался в оппозиции к ООП и ФАТХ до своей смерти). В том же году стал одним из трёх соучредителей Народного фронта освобождения Палестины, объединив свою организацию с группами «Герои Возвращения» и группы «Мстящая молодёжь».
В октябре 1968 года из-за разногласий с руководством НФОП основал собственную фракцию: «Народный фронт освобождения Палестины — Генеральное командование», генеральным секретарём которой являлся до конца жизни. Группировка базируется в Сирии и частично в Ливане и тесно сотрудничает с сирийским правительством. При создании НФОП — ГК Джибриль провозгласил, что необходимо активнее заниматься вооружённой борьбой и меньше внимания уделять политике.
Джибриль называл свою организацию пионерами проведения терактов-самоубийств против Израиля, первым из которых он считал нападение на Кирьят-Шмону в 1974 году. Впоследствии практика терактов-самоубийств стала ведущей, принеся наибольшее число жертв среди гражданского населения Израиля.
На счету группировки несколько акций, в ходе которых погибли десятки израильских граждан. Наиболее радикальные акции происходили в начале 70-х годов. С начала 90-х группировка не проводила вооружённых акций против Израиля.
20 мая 2002 года в результате подрыва автомобиля в Бейруте погиб старший сын Джибриля, глава военного крыла НФОП — ГК — Джихад Мухаммад Джибриль. Джибриль обвинил в смерти сына израильские спецслужбы, хотя власти Израиля категорически отрицали свою причастность к взрыву. По одной из версий, Джихада убили свои же в ходе внутренней борьбы в НФОП — ГК.
Во время гражданской войны в Сирии активно поддерживал президента Башара Асада.
Джибриль умер от сердечной недостаточности 7 июля 2021 года в Дамаске. После заупокойной службы в мечети Аль-Отман в Дамаске, он был похоронен на кладбище мучеников в лагере палестинских беженцев Ярмук в гробу, накрытым палестинским флагом.